# Microtus longicaudus
Microtus longicaudus (Полівка довгохвоста) — вид гризунів родини Хом'якові (Cricetidae).

## Проживання
Країни проживання: Канада (Альберта, Британська Колумбія, Північно-Західні території, Юкон), США (Аляска, Аризона, Каліфорнія, Колорадо, Айдахо, Монтана, Невада, Нью-Мексико, Орегон, Південна Дакота, Юта, Вашингтон, Вайомінг). Вертикальний діапазон поширення від рівня моря принаймні до 3650 м над рівнем моря. Проживають на альпійських луках й чагарникових областях, часто поблизу струмків.

## Морфологічні особливості
Має короткі вуха і довгий хвіст. Хутро сіро-коричневе з світло-сірим низом. Довжина тіла 18 см, хвоста — 8 см, вага близько 50 гр.

## Життя
Харчуються зеленими рослинами в літній, коренями і корою в зимовий період. Хижаки: сови і куницеві. Самиці мають від 1 до 3 виводків, по 4 — 8 дитинчат, на рік. Активні цілий рік, зазвичай протягом дня.